# Пшепюрський Андрій
Андрій Пшепюрський  (10 грудня 1874, Яворів — 1945, Старява, Мостиський район, Львівська область) — священник УГКЦ, капелан Українських січових стрільців (УСС).

## Життєпис
Народився 1874 року в м. Яворові. Навчався у Львові й Перемишлі. Був парохом села Карнавка поблизу Перемишля.
З грудня 1914 р. до 1918 р. — полевий (фронтовий) духовник (капелан) УСС. Відзначений золотим «Хрестом Заслуг», срібною медаллю хоробрості. У 1918 р. через хворобу отримав відпустку й до військового капеланства вже не повернувся.
З 1925 р. займався душпастирською діяльністю у с. Старява, був радником Єпископської Консисторії в Перемишлі.
Організатор УНДО, членом його Центрального Комітету.
Помер у 1945 р. в селі Старява.

## Нагороди
Нагороджений Хрестом «За цивільні заслуги». Патріарх УГКЦ Святослав 18 серпня передав Національному музею історії України у Другій світовій війні його нагороду.